# Torymoides piceae
Torymoides piceae är en stekelart som först beskrevs av Kamijo 1963.  Torymoides piceae ingår i släktet Torymoides och familjen gallglanssteklar. Inga underarter finns listade i Catalogue of Life.